# Leihmutter
Eine Leihmutter ist eine Mutter, die das von ihr ausgetragene Kind einer anderen Person oder Familie überlässt.
In der kommerziellen Variante der Leihmutterschaft wird das Kind nach der Geburt den bestellenden Eltern überlassen. Diese sind durch das Verfahren der In-vitro-Fertilisation in der Regel die genetischen Eltern des gezeugten Kindes. Die Leihmutter bietet gegen Bezahlung an, die Schwangerschaft zu durchleben und das Kind zu gebären, wobei in den meisten Fällen ein erhebliches Wohlstandsgefälle zwischen den Bestellern und der Austrägerin besteht. Daneben besteht in geringerem Ausmaß eine altruistische, also nicht-kommerzielle Variante der Leihmutterschaft.
Belastbare weltweite Statistiken über die Leihmutterschaft fehlen. Dieses Fehlen macht die Diskussion über die Leihmutterschaft schwierig. Aus den Leihmutterschaftsprogrammen wird berichtet, dass 19–33 % der Embryotransfers zu Schwangerschaften führen. Das Durchschnittsalter der Leihmütter beträgt ca. 32 Jahre. Die ethische Beurteilung der Leihmutterschaft wird intensiv diskutiert.

## Terminologie
Neben dem Begriff Leihmutter findet sich selten auch der Begriff Tragemutter oder der Anglizismus Surrogatmutter.
Die kommerzielle Leihmutterschaft macht den weitaus größten Teil der Leihmutterschaften aus. Daneben existiert die sogenannte „altruistische“, d. h. nicht-kommerzielle Leihmutterschaft, bei der der Leihmutter kein Gehalt, sondern nur eine Aufwandsentschädigung gezahlt wird. Die Anwendung des Altruismus-Begriffs ist umstritten, da bereits jede Eizellspende in einen „global expandierenden, reproduktionsmedizinischen Markt eingebettet ist“, in dem reine Uneigennützigkeit kaum vorkommen kann.
Jede Mutterschaft besteht aus verschiedenen Elementen: aus genetischer, austragender, sozialer und rechtlicher Mutterschaft. Das Verfahren der Leihmutterschaft spaltet diese verschiedenen Aspekte auf, indem es das Austragen eines Kindes von den übrigen Mutterschaftsaspekten abtrennt.
Entsprechend wird nach der genetischen Beziehung der Empfänger-Eltern mit dem ausgetragenen Kind unterschieden:
„Klassische“ Leihmutterschaft: Die Eizelle stammt nicht von der Leihmutter. Nach einer extrakorporalen Befruchtung der fremden Eizelle mit dem Samen des späteren Vaters trägt die Leihmutter ein genetisch fremdes Kind aus (Xenogravidität). Die Leihmutter übernimmt allein die „Gebärfunktion“ (sie stellt den späteren Eltern ihre Gebärmutter „leihweise“ zur Verfügung) und ist nicht mit dem Kind verwandt.
Ersatzmutterschaft (Rechtsbegriff): Die Eizelle stammt von der Leihmutter selbst und wird mit dem Sperma des späteren Vaters künstlich befruchtet (§ 1 Abs. 1 Nr. 7 ESchG). Die Mutter (genetisch, austragend und rechtlich) heißt dann „Ersatzmutter“: Sie ersetzt die Frau, der sie das Kind nach der Geburt überlässt (soziale Mutterschaft).

## Faktenlage und Geschichte
Die erste Leihmutterschaft fand 1985 im Vereinigten Königreich statt: Kim Cotton brachte für ein kinderloses Paar ein Kind zur Welt. Für die Leistung erhielt sie 6.500 Pfund und verkaufte die Geschichte für weitere 15.000 Pfund an eine Zeitung. Die Britin gründete 1988 eine Agentur für Paare, die eine Leihmutter suchten, Childlessness Overcome Through Surrogacy, die 2016 die Geburt des 1.000. Babys durch ihre Vermittlung meldete.
Statistiken sind für die Leihmutterschaft fast nicht vorhanden. Es gibt keine nationale oder internationale Auswertung. Insofern kann es nur stückweise Annäherungen an die Realität der Leihmutterschaft geben. Auch in Deutschland fehlen offizielle Zahlen. Geschätzt wird, dass zwischen 50 und 100 Paare jährlich auf eine Leihmutterschaft zurückgreifen.
Unter den Leihgeburten sind ca. 30 % Zwillingsgeburten und 2 % Drillinge oder mehr (USA, 2017).
In Indien sind zwischen 1999 und 2013 wahrscheinlich bis zu 25.000 Kinder für Leihmutterschaftsprogramme ausgetragen worden. In den Vereinigten Staaten waren es knapp über 30.000. In der Ukraine wurden vor dem Ukraine-Krieg jährlich über 2.000 Kinder pro Jahr per Leihmutterschaft ausgetragen, in über 50 Reproduktionskliniken.

## Situation nach ausgewählten Ländern

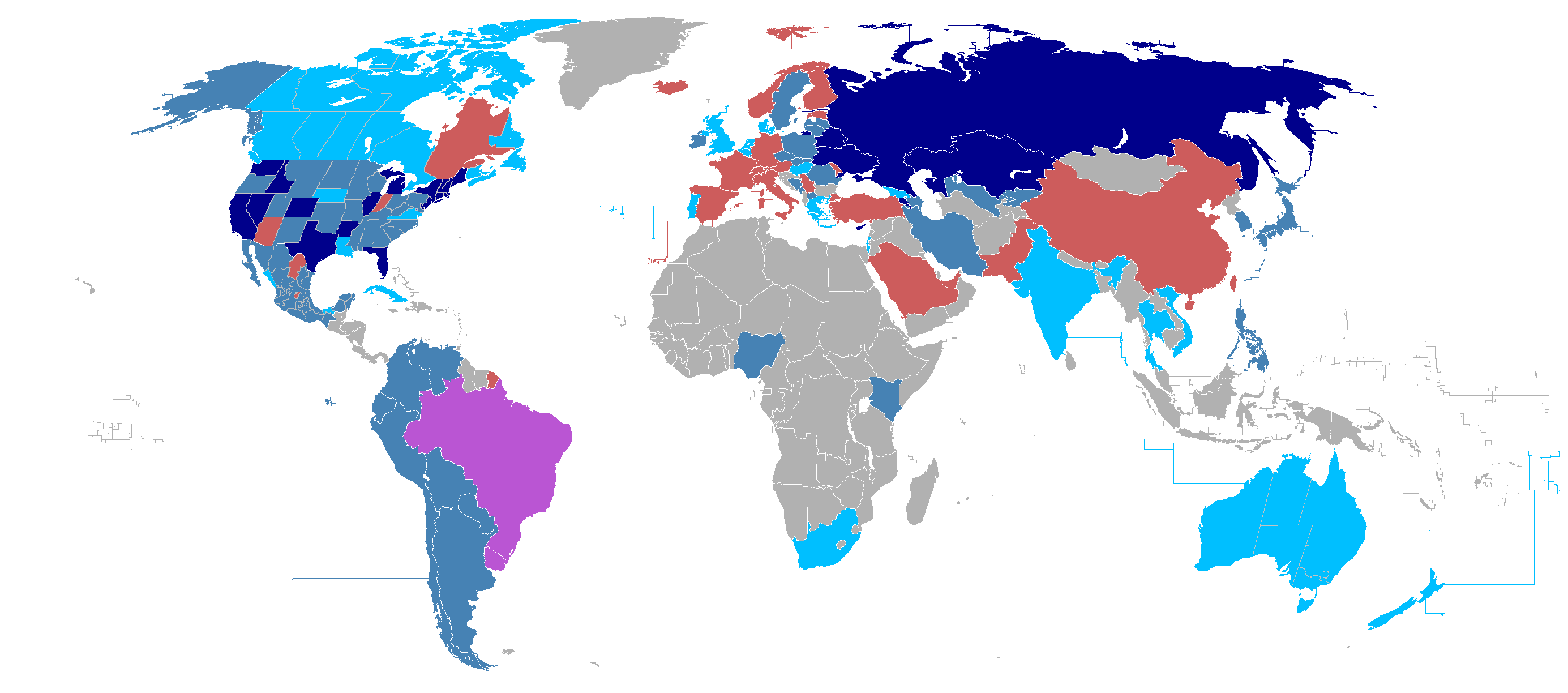
Rechtliche Lage zur Leihmutterschaft weltweit:
Sowohl altruistische als auch kommerzielle Leihmutterschaft erlaubt
Keine rechtlichen Regelungen
Nur altruistische Leihmutterschaft legal
Erlaubt zwischen Verwandten bis zweiten Grades
Verboten
Rechtliche Lage unbekannt

Ein Teil der Staaten weltweit verbietet die Leihmutterschaft, insbesondere in ihrer kommerziellen, nicht-altruistischen Form. In einem Großteil gibt es keine gesetzlichen Regelungen. In der Europäischen Union ist sie in 15 der 27 Mitgliedstaaten der EU verboten (Stand: 2014). Jegliche Form der Leihmutterschaft ist in den folgenden 12 der 27 EU-Mitgliedsstaaten verboten: Bulgarien, Deutschland, Finnland, Frankreich, Italien, Lettland, Litauen, Österreich, Schweden, Slowenien, Spanien, und Ungarn. In manchen der genannten Länder (z. B. Schweden) ist die Rechtslage jedoch nicht eindeutig. Spanien und Norwegen untersagen die Leihmutterschaft auf ihren Staatsgebieten, dulden jedoch Leihmutterschaften im Ausland, sofern die Leihmütter nicht auf der Geburtsurkunde erscheinen.
In wenigen Ländern wie Russland, Ukraine, Ghana sowie einzelnen Bundesstaaten der Vereinigten Staaten sind Leihmutterschaften sowohl in altruistischer als auch kommerzieller Form möglich und können von homosexuellen Paaren in Anspruch genommen werden. Einige Staaten – wie beispielsweise Australien, Kanada und die Niederlande – erlauben ausschließlich die altruistische (d. h. nichtkommerzielle) Form der Leihmutterschaft.

### Georgien
In Georgien ist die kommerzielle Leihmutterschaft erlaubt, aber auf verheiratete heterosexuelle Paare beschränkt.
Seit 1997 ist in Georgien die Leihmutterschaft und Sperma- oder Eizellspende gesetzlich zugelassen. Laut diesem Gesetz besitzen der Spender oder die Leihmutter kein Elternschaftsrecht. Bereits in der Geburtsurkunde wird nur das auftraggebende Paar als Eltern registriert. Diese rechtliche Festlegung geschieht auch dann, wenn Spermien und Eizellen nicht vom auftraggebenden Paar, sondern von fremden Spendern stammen. Die Geburtsurkunde wird innerhalb eines Tages nach der Geburt des Kindes ausgestellt. Die Leihmutter wird in der Geburtsurkunde nicht eingetragen. Zur Eintragung des Paares in der Geburtsurkunde des Kindes ist die Zustimmung der Leihmutter nicht erforderlich. Für die Ausstellung der Geburtsurkunde ist kein Anwalt erforderlich.
Jedoch wird nach deutschem Recht „kein rechtliches Abstammungsverhältnis“ zwischen dem Kind und den bestellenden Eltern begründet.

### Griechenland
Unter ähnlichen Bestimmungen wie im Vereinigten Königreich ist in Griechenland die Leihmutterschaft erlaubt. Griechische Leihmutterschaftskliniken betreuen auch ausländische Paare. Allerdings werden die gesetzlichen Regelungen in Griechenland oft nicht oder nur unzureichend eingehalten. Dies führt zu zunehmender Kritik und bisweilen zur Forderung die Leihmutterschaft wieder zu verbieten.

### Indien

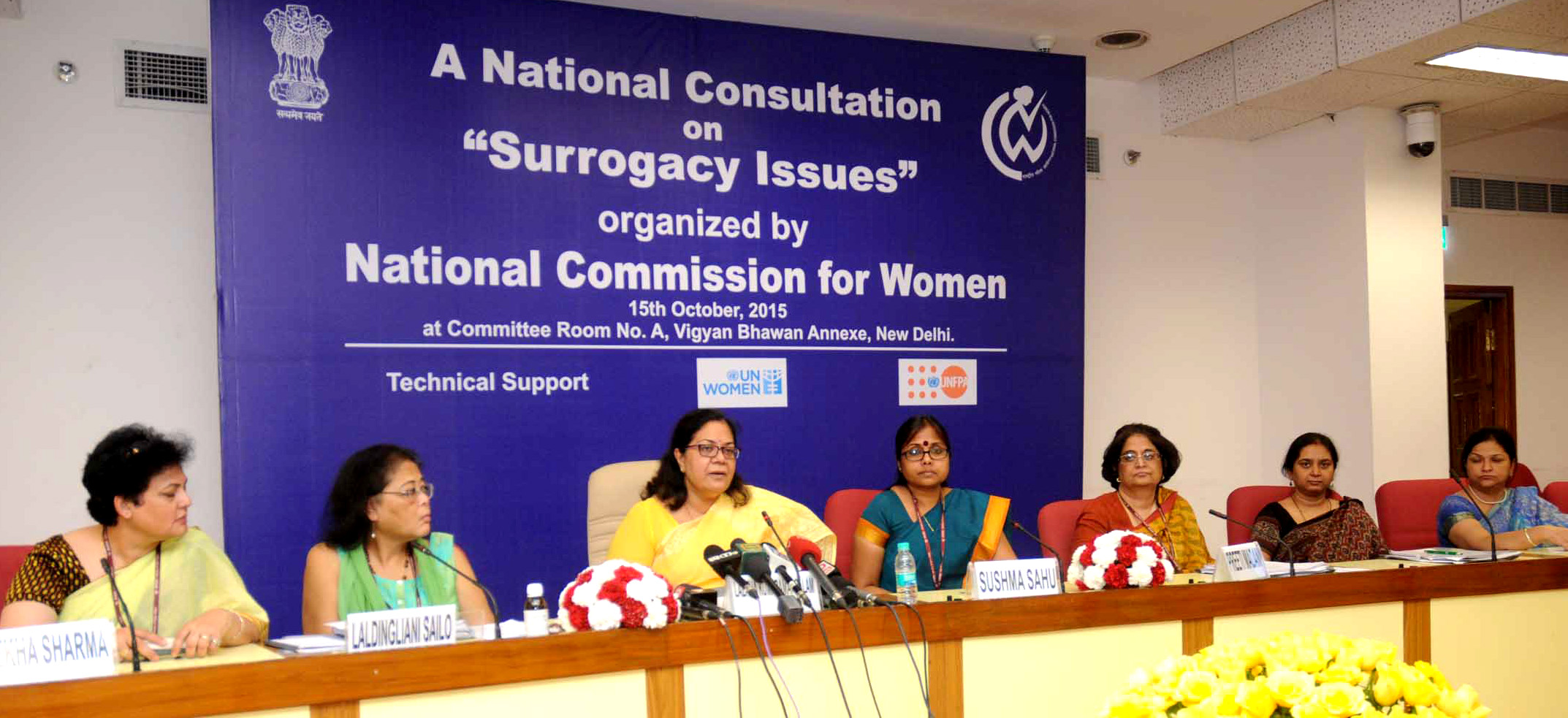
Pressekonferenz zum Thema „Die nationale Konsultation zu Leihmutterschaftsfragen“, 15. Oktober 2015 in Neu-Delhi

Indien war im ersten Jahrzehnt der 2000er Jahre die „Drehscheibe“ des Geschäfts mit der kommerziellen Leihmutterschaft. Jahrelang stand das Verbot der kommerziellen Ausübung und der Zugang für Ausländer im Raum. Mit der sich abzeichnenden Veränderung der Rechtslage etablierten sich zunächst Kambodscha und schließlich Georgien als neue Zielorte. 2019 wurde das Verbot der kommerziellen Leihmutterschaft für Ausländer rechtskräftig. Seit 2022 ist die Leihmutterschaft auch für Inländer verboten.

### Japan
In Japan hat die Japanische Gesellschaft für Geburtshilfe und Gynäkologie (japanisch 日本産科婦人科学会, Nihon sanka fujinka gakkai, englisch The Japan Society of Obstetrics and Gynecology) im Oktober 1983 In-vitro-Fertilisation und Embryotransfer untersagt. 2001 wurde dieser Beschluss auf einer Generalversammlung kollektiv bestätigt. Die Gesellschaft hat jedoch keine Durchsetzungsmöglichkeit dieses Beschlusses. So gab es laut Hiro Netsuya (根津八 紘) zwischen 1999 und 2008 15 Versuche von Leihmutter-Schwangerschaften, 8 davon erfolgreich, 4 der Leihmütter waren bereits im Alter zwischen 55 und 61 Jahren, 5 leibliche Mütter und eine ungenannte Zahl der Leihmütter waren Schwestern. Daher hat sich April 2008 der Japanische Wissenschaftsrat für ein prinzipielles Verbot von Leihmutter-Schwangerschaften auf gesetzlicher Basis ausgesprochen.

### Kambodscha
In Kambodscha stieg die Zahl der Leihmutterschaften 2016 stark an, nachdem der Nachbarstaat Thailand die Leihmutterschaft verboten hatte; im selben Jahr wurde die Leihmutterschaft auch in Kambodscha verboten. Leihmutterschaft ist dort jedoch weiterhin verbreitet, was vor allem mit dem Ende der Ein-Kind-Politik in China in Zusammenhang gebracht wird. Auch die Vermittlung zwischen einem Adoptivelternteil und einer schwangeren Frau ist strafbar; kommerziellen Leihmutterschafts-Anbietern drohen höhere Haftstrafen.
Im Juni 2018 wurden 32 Frauen, die für chinesische Bestelleltern schwanger geworden waren, wegen Menschenhandels angeklagt und im Dezember 2018 unter der Auflage freigelassen, das Kind selbst großzuziehen. Sollten sie gegen die Auflage verstoßen, drohen ihnen bis zu 15 Jahre Haft. Im Dezember 2024 wurden in Kambodscha 13 philippinische Frauen, die im Rahmen einer Leihmutterschaft schwanger geworden waren, wegen Menschenhandels zu vier Jahren Haft verurteilt, zwei davon auf Bewährung. Ihnen wurde vorgeworfen, den Verkauf der Kinder beabsichtigt zu haben. Was mit den Kindern geschehen soll, wurde nicht bekanntgegeben. Ein Vertreter der philippinischen Behörden erklärte, die Frauen seien selbst Opfer von Menschenhandel; die kambodschanische Innenministerin Chou Bun Eng  erklärte jedoch, die Frauen seien selbst verantwortlich. Weitere ausländische Frauen, die zur gleichen Zeit festgenommen worden waren aber nicht schwanger waren, wurden abgeschoben.

### Kanada
In Kanada verschafft der Assisted Human Reproduction Act seit 2004 Klarheit über die Rechtslage: Leihmutterschaften sind erlaubt, solange diese uneigennützig sind. Ein Paar, welches die Leihmutterschaft in Anspruch nehmen möchte, darf der Leihmutter kein Geld anbieten, damit diese das Kind austrägt. Allerdings können Kosten von dem Paar übernommen werden, um die Leihmutter für gewisse Ausgaben zu entschädigen, wenn der Staat diese Art der Zahlung zugelassen hat.
Die Provinz Québec jedoch erlaubt weder die kommerzielle noch die nichtkommerzielle Form der Leihmutterschaft.

### Russland
Die Leihmutterschaft über IVF, darunter auch kommerziell, ist in Russland rechtmäßig, dabei ist sie praktisch für alle interessierten Erwachsenen verfügbar. Seit Dezember 2022 ist sie jedoch für Ausländer verboten, wenn nicht mindestens ein Teil des bestellenden Paares die russische Staatsangehörigkeit besitzt. Es muss eine bestimmte medizinische Indikation zur Leihmutterschaft geben.
Das erste russische Leihmutterschaftsprogramm wurde 1995 im Institut für Geburtshilfe und Gynäkologie in St. Petersburg erfolgreich realisiert. Die öffentliche Meinung im Land ist leihmutterschaftsfreundlich; es kommen häufig Fälle vor, dass z. B. ein berühmter Sänger oder eine prominente Geschäftsfrau die Leihmutterschaft offen in Anspruch nimmt und eine positive Berichterstattung erfährt. Mehrere russische Frauen sind durch die postmortalen Leihmutterschaftsprogramme Großmütter geworden, d. h., ihre Enkel wurden nach dem Tod ihrer Söhne in vitro gezeugt.
Die Registrierung der durch die Leihmutterschaft geborenen Kinder ist vom Familiengesetzbuch der Russischen Föderation (Art. 51–52) und vom Föderalen Gesetz zu Akten des Zivilstandes (Art. 16) geregelt. Dazu wird eine Einwilligung der Leihmutter gefordert. Außer der Einwilligung ist weder Adoption noch Gerichtsurteil erforderlich. Der Name der Leihmutter wird nicht auf der Geburtsurkunde des Kindes erwähnt. Im Gesetz gibt es keine Voraussetzung, dass das Kind wenigstens mit einem Wunschelternteil genetisch verbunden sein soll.
Die Kinder, die von nicht verheirateten heterosexuellen Paaren oder Single-Wunscheltern durch Leihmutterschaft über IVF abstammen, werden im Einklang mit Analogie de Jus (Art. 5 des Familiengesetzbuches) registriert. Dazu kann ein Gerichtsurteil benötigt werden. Am 5. August 2009 hat das St. Petersburger Gericht den Streit um die Frage, ob eine Single-Frau eine Leihmutterschaft beauftragen darf, definitiv gelöst und das Standesamt angewiesen, die 35-jährige Single-Wunschmutter Natalja Gorskaja als Mutter ihres durch Leihmutterschaft geborenen Sohnes einzutragen.
Am 4. August 2010 hat das Moskauer Gericht beschlossen, dass ein Single-Mann, der ein Leihmutterschaftsprogramm unter Einsatz von gespendeten Eizellen aufgetragen hat, als einziger Elternteil seines Sohns registriert werden darf; somit ist er der erste Mann in Russland geworden, der sein Recht auf Vaterschaft durch Gerichtsprozess durchgesetzt hat. Der Name der Leihmutter wurde auf die Geburtsurkunde nicht eingetragen, der Vater gilt als einziger Elternteil. Danach wurden noch viele identische Urteile im Bezug von Single-Männern, die durch Leihmutterschaft Väter geworden sind, von russischen Gerichten gefällt. Somit können alle Single-Eltern, unabhängig von ihrem Geschlecht beziehungsweise ihrer sexuellen Orientierung, ihren Kinderwunsch in Russland erfüllen. Diese liberale Gesetzgebung machte Russland für Fortpflanzungstouristen vor dem Verbot für Ausländer (2022) zu einem attraktiven Reiseziel. Wunscheltern konnten bis dahin die russische Geburtsurkunde im Laufe von drei Tagen nach der Geburt erwerben.
Im Februar 2014 bereitet die Duma einen Gesetzentwurf zum Verbot der Leihmutterschaft für alleinstehende Männer und homosexuelle Paare vor. 2021 wurde hier außerdem ein Gesetzentwurf vorgelegt, nach dem die Leihmutterschaft für Ausländer und gleichgeschlechtliche Paare verboten werden soll. Seit der Verabschiedung eines entsprechenden Gesetzes im Jahr 2022 steht die Leihmutterschaft nur noch inländischen heterosexuellen Paaren und inländischen Frauen offen, die keine Kinder bekommen können.

### Thailand
In Thailand ist es seit 2015 infolge mehrerer Skandale Ausländern verboten, einheimische Leihmütter kommerziell zu beauftragen. Die Leihmutterschaft wurde auf die altruistische Form beschränkt und ist nur heterosexuellen Paare zugänglich, die mindestens drei Jahre verheiratet sein müssen und nachweisen können, dass sie kein eigenes Kind bekommen können. Vor dem Erlass des entsprechenden Gesetzes hatten australische Elternteile eines der beiden Zwillingskinder mit Downsydrom zurückgelassen. In einem anderen Fall hatte ein Japaner mindestens zehn Kinder austragen lassen und sorgte in den Lokalmedien für Schlagzeilen.

### Ukraine
In der Ukraine ist die kommerzielle Leihmutterschaft in Kombination mit Ei-/Samenspende als Methode der Fruchtbarkeitsbehandlung 2002 legalisiert worden. Bereits 1991 fand in Charkiw die erste Leihmutter-Geburt der ehemaligen Sowjetrepubliken statt. Jährlich werden mehr als 1.000 Kinder für ausländische Kunden ausgetragen. Offizielle Statistiken gibt es jedoch nicht, da die Zahlen der Reproduktionskliniken nicht an das Gesundheitsministerium weitergeleitet werden müssen.
Nach dem Dekret des ukrainischen Gesundheitsministeriums Nr. 787 aus dem Jahr 2013 wird Leihmutterschaft als eine „Methode zur Behandlung von Unfruchtbarkeit“ eingestuft. Nach Art. 123, Abs. 2 des ukrainischen Familiengesetzbuchs ist die Leihmutter nicht Mutter des von ihr ausgetragenen Kindes. Als Eltern gelten die Zellspender des reproduktionstechnisch eingesetzten Embryos. Damit hat die Ukraine eines der liberalsten Leihmutterschaftsgesetze der Region. Der Anbieter „Feskov“ wirbt mit dem Satz: „Sie (genetische Eltern) sind vollständig vor dem Risiko geschützt, dass eine Leihmutter das Kind nehmen wird, da in der Ukraine solche Handlungen einer Leihmutter eine Straftat darstellen. Nur Sie sind die Eltern des Kindes“.
Die Wunscheltern kommen hauptsächlich aus Deutschland, Spanien, Frankreich und den Vereinigten Staaten. All-inclusive-Pakete für Kunden aus dem Ausland (medizinische und rechtliche Bearbeitung und Gehalt der Leihmutter) werden in der Ukraine für 30.000 bis 40.000 Euro angeboten, während gleichartige Programm in den Vereinigten Staaten bei 100.000 Euro beginnen. Ukrainische Leihmütter erhalten rund 10.000 Euro pro Schwangerschaft – das durchschnittliche Monatseinkommen der Frauen liegt bei 250 Euro.
Der Ukraine-Krieg 2022 führt zu massiven Störungen im ukrainischen Leihmutterschafts-Kommerz. Dies betrifft die Sicherheit der Schwangeren, die Versorgung der Neugeborenen und die Einreise der Empfänger-Eltern aus dem Ausland, die durch das Kriegsgeschehen verzögert oder verhindert wurde. So berichtete z. B. die Tagesschau (ARD), dass Neugeborene in Kellern auf die Abholung durch ihre Wunscheltern warteten, notdürftig betreut von Krankenschwestern. Eine Flucht der Leihmutter ins Ausland und die dortige Entbindung beziehungsweise eine Übergabe des Kindes an die Auftraggeber-Eltern außerhalb der Ukraine birgt rechtliche Schwierigkeiten für beide beteiligten Parteien, da die Gesetzeslage des jeweiligen Landes zu beachten ist.

### Vereinigtes Königreich
Im Vereinigten Königreich sind altruistische Leihmutterschaften seit 2008 erlaubt. Kommerzielle Leihmutterschaften sowie Werbung dafür sind bereits seit 1985 verboten. Leihmutterschaftsvereinbarungen sind rechtlich nicht durchsetzbar.

### Vereinigte Staaten
In den Vereinigten Staaten sind Leihmutterschaften in 18 von 50 Bundesstaaten (Stand: März 2014) erlaubt. Kalifornien ist als leihmutterschaftsfreundlicher Bundesstaat bekannt: 2012 wurde ein Gesetz erlassen, wonach gleichgeschlechtlichen Eltern mittels Leihmutterschaft gleichberechtigte Elternrechte gewährt werden.
Die Regelung variiert von Bundesstaat zu Bundesstaat stark, wie hier ersichtlich:
Der Großteil der US-Bundesstaaten regelt die Leihmutterschaft nicht. Daher unterliegt die pre-birth order oder post-birth order der Entscheidung des Gerichts.
Meistens urteilen sie zugunsten der Wunscheltern.
Es gibt Bundesstaaten, in denen Leihmutterschaft unter Vorsicht möglich ist: Arizona, Idaho, Indiana, Iowa, Montana, Nebraska, Tennessee oder Wyoming.
In diesen Staaten herrscht Unsicherheit darüber, wie ein Urteil zur Vaterschaftsanerkennung ausfallen wird.
So kann es beispielsweise sein, dass es zu wenige Fälle von Leihmutterschaft gibt, um zu wissen, ob die Gerichte zu Gunsten der Wunscheltern urteilen. Manchmal sind das Staaten, in denen das Gerichtsurteil stark durch die genetische Beziehung bedingt ist. In Indiana oder Nebraska zum Beispiel werden Verträge als unwirksam erklärt.
In Michigan und New York ist die Teilnahme an einer kommerziellen Leihmutterschaft sogar ein Straftatbestand und kann mit Geld- oder Freiheitsstrafen geahndet werden.

### Volksrepublik China
Leihmutterschaft ist in China verboten. 2017 hat Chinas Gesundheitsbehörde das Verbot auch nach dem Ende der Ein-Kind-Politik bestätigt. Anfang 2021 erfuhr der Fall Zheng Shuang große Aufmerksamkeit: die Schauspielerin hatte in den USA zwei Leihmutterschaften in Auftrag gegeben und die daraus geborenen Kinder nicht abgeholt.

### Weitere Länder
Die Leihmutterschaft ist in Belgien weder ausdrücklich erlaubt noch verboten. So ist sie auch homosexuellen Paaren zugängig. Die Praxis wird durch die Politik der Krankenhäuser geregelt. Diese prüfen streng, inwiefern die Paare, welche die Leihmutterschaft in Anspruch nehmen wollen, geeignet sind. Im Ergebnis wird fast jedes zweite Paar (unabhängig von der sexuellen Orientierung) abgelehnt. Darüber hinaus müssen die Paare selbst eine passende Leihmutter finden, ohne auf kommerzielle Vermittlung zurückgreifen zu können.
In Dänemark ist die kommerzielle Leihmutterschaft verboten, die altruistische jedoch erlaubt. Die nicht-kommerzielle Form unterliegt strengen Richtlinien. Eine Adoption durch die auftraggebende Mutter kann erst etwa zweieinhalb Jahre nach der Geburt erfolgen, die Vormundschaft kann allerdings bereits davor bestehen. Hat die Leihmutter jedoch einen finanziellen Ausgleich erhalten, der die entstandenen Kosten übersteigt und den Lebensstandard der austragenden Mutter verbessert, ist eine Adoption rechtlich nicht mehr möglich. Es ist nicht erlaubt, öffentlich nach einer potenziellen Leihmutter zu suchen oder Personen dabei zu helfen, eine Frau dafür zu finden. Künstliche Befruchtung können im Inland nicht erfolgen. Verträge, die die Leihmutterschaft regeln, gelten rechtlich als nicht bindend, was den Vorgang für die beteiligten Personen juristisch unsicher macht. Aufgrund der Beschränkungen entscheiden sich dänische Paare deshalb oft dafür, Leihmutterschaften in anderen Ländern durchzuführen.
In Israel sind Leihmutterschaften für Ehepaare erlaubt. Seit 2022 ist sie homosexuellen Paaren und Alleinstehenden zugänglich.
In den Niederlanden legalisierte eine Gesetzesänderung im Jahre 1994 die altruistische Leihmutterschaft, wobei die kommerzielle Variante verboten blieb. Wie in Belgien sind nichtkommerzielle Leihmutterschaften zwar legal, jedoch herrschen auf diesem Gebiet äußerst strenge Vorgaben, die den Zugang beziehungsweise die Inanspruchnahme erschweren.
In Neuseeland sind Leihmutterschaftsgesetze durch 2004 gesetzlich geregelt worden. Die Verordnung verbietet Leihmutterschaften nicht an sich. Ihr zufolge ist die nicht-kommerzielle Variante der Leihmutterschaft legal; gezielte Abkommen zu kommerziellen Leihmutterschaften sind hingegen verboten.
Portugal hat 2017 die Leihmutterschaft für heterosexuelle Paare zugelassen.
In Kuba ist seit September 2022 die Leihmutterschaft erlaubt.
In Ghana ist seit 2020 die kommerzielle Leihmutterschaft sowohl für Alleinstehende als auch Paare erlaubt.

## Ethische Diskussion der Leihmutterschaft
Die ethische Bewertung der Leihmutterschaft ist „weithin umstritten“. Dennoch findet keine große öffentliche Diskussion statt (Stand 2022), wohl deshalb, weil das Thema zu sehr die „Meinungen spaltet“, so die Familientherapeutin Petra Thorn. Seit 2023 kommt die Diskussion jedoch in Deutschland wieder auf die Tagesordnung:
Im Februar 2023 berief das Bundesgesundheitsministerium eine aus 18 Mitgliedern bestehende „Kommission zur reproduktiven Selbstbestimmung und Fortpflanzungsmedizin“. Diese soll die Neuformulierung des § 218 StGB vorschlagen und dafür unter anderem die „Legalisierung der Eizellspende und der altruistischen Leihmutterschaft“ prüfen.
Im März 2023 veröffentlichte eine 100-köpfige, internationale Expertenkommission die sogenannte „Casablanca Declaration“. Diese fordert alle Staaten dazu auf, jegliche Form der Leihmutterschaft zu verbieten, um die Würde des Menschen zu schützen und die Kommerzialisierung von Frau und Kind zu verhindern.
Die deutsche Bundesregierung will 2024 die Legalisierung der Leihmutterschaft prüfen.

### Befürwortung legaler Leihmutterschaft
Die Erfüllung des Kinderwunsches durch Leihmutterschaft nutzen Paare, die ungewollt kinderlos bleiben, und bietet homosexuellen Paaren die Chance, einen Kinderwunsch zu realisieren. Bei der Leihmutterschaft wird, im Unterschied zur Adoption, eine genetische Verbindung zwischen Bestellern und Kind hergestellt.
Durch eine rechtlich geregelte Leihmutterschaft können Leihmutterschafts-Kinder „in rechtssichere Rahmenbedingungen hineingeboren werden“. Außerdem sind für den familiären Zusammenhalt nicht die genetischen Verbindungen ausschlaggebend, sondern „Liebe und Fürsorge“.
Aus juristischer Sicht ist die Fortpflanzungsfreiheit ein schützenswertes Gut, also die Möglichkeit die Reproduktion frei zu gestalten. Dieses ist nicht auf natürliche Fortpflanzungstechniken beschränkt, sondern kann in künstlicher Befruchtung oder auch in der Nutzung der Leihmutterschaft bestehen.
Die legalisierte Leihmutterschaft kann unter Umständen auch den sog. Leihmutterschaftstourismus bremsen, der die im Inland verbotenen Eingriffe ins Ausland verlagert. Durch die Legalisierung könnte die Ausbeutung von Leihmüttern verhindert werden.
Möglicherweise kann die Legalisierung der Leihmutterschaft in der Problematik des Geburtenrückgangs abhelfen.

### Kritik an der Leihmutterschaft

#### Missachtetes Kindeswohl
Im Falle einer kommerziellen Leihmutterschaft wird das Kind zum Objekt eines Rechtsgeschäfts. Das Kindeswohl, sonst ein zentrales Kriterium für Entscheidungen über Adoptionen, medizinische Eingriffe etc. spielt dabei keine Rolle. Deshalb steht nicht zuletzt der Vorwurf des Kinderhandels im Raum, da ein Kind gegen Zahlung eines Entgeltes von einer Person an eine oder mehrere andere übergeben wird. Kritiker betrachten die kommerzielle Leihmutterschaft demzufolge als Verstoß gegen Artikel 35 der UN-Kinderrechtskonvention, welcher den „Verkauf von Kindern“ sowie den „Handel mit Kindern zu irgendeinem Zweck und in irgendeiner Form“ unterbindet.
Teilweise verpflichten die Vermittlungsorganisationen die Leihmutter zur emotionalen Distanzierung von dem auszutragenden Kind. Damit wird dem Kind die entwicklungspsychologisch wichtige pränatale Bindung entzogen.
Jedes Kind hat Anspruch darauf, seine Eltern zu kennen, so z. B. nach Art. 7 der UN-Kinderrechtskonvention. Wenn die Leihmutter als Mutter nicht auftaucht, wird dieses Recht durchbrochen.

#### Ausbeutung der Frauen
Leihmütter werden in der Regel nur aufgrund eines Vertrages, gegen eine häufig nicht unerhebliche Geldleistung, mit den sogenannten Bestelleltern tätig. Daher steht der Begriff der Leihmutter in der Kritik, einen irreführenden Eindruck über ein ethisch umstrittenes Vorgehen zu vermitteln. Tatsächlich müsste daher in vielen Fällen von einer Mietmutterschaft gesprochen werden.
Da die Schwangeren in kommerziellen Leihmutter-Geschäften der Marktlogik unterworfen sind, steht der Verdacht der Ausbeutung der Frauen im Raum. Er wird dadurch genährt, dass sich vor allem Frauen aus Schwellen- und Entwicklungsländern als Leihmütter anbieten. Kennzeichnend ist, dass es eine „‚Bereitschaft‘ zur Leihmutterschaft vor allem in jenen Teilen der Welt gibt, in denen die sozialen und kulturellen Optionen aufgrund der ökonomischen Ungleichheit verzerrt sind: wie in Osteuropa und Indien.“ Die Journalistin Eva Maria Bachinger berichtet, dass gerade die aus benachteiligten Regionen der Welt (wie Indien, Mexiko oder Ostafrika) stammenden Frauen, die einer Leihmutterschaft zustimmten, häufig Analphabetinnen seien, die „nicht einmal die Verträge lesen [könnten], die sie unterschreiben“. In Frankreich spricht die Philosophin Sylviane Agacinski von einer „ganz neuen Form der Sklaverei“, die sich „sowohl den Gebrauch als auch den Nießbrauch der Organe einer Frau aneignet“. In Deutschland betont Petra Bahr die Gefahr einer „Kolonialisierung des weiblichen Körpers“.
Kritisiert wird, dass viele Frauen sich aus finanzieller Not in Leihmutterschafts-Programme begeben und dass „Wunscheltern, Agenturen und Kliniken diese Prekarität zu ihren eigenen Gunsten nutzen“. „Von einer selbstbestimmten Entscheidung, sich als Leihmutter zur Verfügung zu stellen, könne in solchen Fällen kaum die Rede sein“, so Klaus Tanner.
Insofern instrumentalisiert die Leihmutterschaft die Leihmutter: sie wird von der auftraggebenden Partei als käuflich behandelt. Dies kann als Verstoß gegen ihre Menschenwürde betrachtet werden, da sie auf ihren Körper und dessen Gebärfunktion reduziert wird; als Frau, die das Kind austrägt und gebiert, fungiert sie gleichsam lediglich als „Mittel zum Zweck“ – und nicht, wie es Imanuel Kant in seiner Menschheitszweckformel fordert, als Zweck an sich, also als Person.

#### Identität der Mutter
Im Familienrecht gilt der Grundsatz Pater semper incertus est, mater semper certa est – während die Identität des Vaters unsicher ist, ist die der Mutter gesichert. Dieses Prinzip wird durch die Leihmutterschaft durchbrochen: Die Frau, die das Kind gebiert, soll gerade nicht seine Mutter sein. Sie tritt nur als „Gebärmutter“ in Erscheinung, die das Kind anderer Eltern trägt. Die austragende und die soziale Mutter sind nicht identisch.
In der kommerzialisierten Leihmutterschaft ist in der Regel die rechtliche Möglichkeit ausgeschlossen, dass die austragende Mutter das Sorgerecht für das ausgetragene Kind erhält. Damit wird sie zum reinen Objekt eines Geschäfts, ihr Muttersein wird negiert.

#### Künstliche Befruchtung
Die meisten Leihmutterschaften greifen auf die Technik der künstlichen Befruchtung zurück. Diese wird deshalb kritisiert, weil sie dem Kind das Recht auf die Abstammung von einem Vater und einer Mutter entzieht, beziehungsweise diese Abstammung aufspaltet.

#### Leihmutterschaft und Abtreibung
Kritisch wird auch der Zusammenhang zwischen Leihmutterschaften und Abtreibung bewertet. So enthalten Verträge zur Leihmutterschaft in den USA regelmäßig auch die Pflicht der Leihmutter, das Kind auf Wunsch der Besteller abzutreiben. Es sind verschiedene Fälle bekannt, in denen das Ergebnis nicht der Erwartung entsprach – Drillinge statt einem Kind, Junge statt Mädchen –, sodass die Besteller auf Abtreibung bestanden oder die Neugeborenen nicht abholten. Die Frage, ob der Besteller die Leihmutter zur Abtreibung zwingen darf, hat in den USA einen Rechtsstreit ausgelöst. 2016 wurde dem Supreme Court of California und dem Supreme Court of the United States eine Klage vorgelegt, in der eine Leihmutter dagegen vorging, eines von drei Kindern abtreiben zu müssen. Beide Klagen wurden abgewiesen.
Der Guardian berichtet von der Meldung einer ukrainischen Leihmutter, die während des Ukraine-Kriegs 2022 von ihrer Agentur zur Abtreibung gedrängt werde.

#### Leihmutterkinder mit Behinderungen
Auch in Fällen von Leihmutterkindern, die mit Behinderungen zur Welt kommen, gibt es Berichte über ein Zurücklassen dieser Kinder durch die Bestelleltern. Weltweite Aufmerksamkeit hat in diesem Zusammenhang das Schicksal eines im Februar 2016 in der Ukraine durch eine Leihmutter ausgetragenen Mädchens erregt, das 15 Wochen zu früh mit nur 800 g Körpergewicht geboren wurde und, geistig wie körperlich beeinträchtigt, in ein Waisenhaus aufgenommen werden musste, da die leiblichen Eltern, die die Leihmutterschaft in Auftrag gegeben hatten, es ablehnten. Nachdem die biologischen Eltern das Mädchen zur Adoption freigegeben hatten, fand sich nach mehreren Jahren ein US-amerikanisches Ehepaar, das das Kind schließlich adoptierte und, nach einiger zeitlicher Verzögerung aufgrund des Ausbruchs des Ukraine-Kriegs, im Mai 2022 als Sechsjährige zu sich nahm.

#### Religiöse Bewertung

##### Jüdisch-christliche heilige Schriften
Das Buch Genesis erzählt die Geschichte von Hagar, der Sklavin Sarahs, die von ihrer Herrin selbst deren Gatten Abraham zugeführt wird, um an ihrer statt ein Kind zu bekommen (Genesis 16). Abraham und seine Frau greifen mit dieser Leihmutterschaft zur „Selbsthilfe“. Hagar muss den mit Abraham gezeugten Ismael zwischen den Knien Sarahs gebären, um die Fiktion zu schaffen, dieser sei Sarahs Kind. Sarah zerstört diese jedoch selbst, als sie nach der Geburt ihres leiblichen Sohnes Isaak Hagar vertreiben lässt. Sie sagt: „Vertreib diese Magd und ihren Sohn! Denn der Sohn dieser Magd soll nicht zusammen mit meinem Sohn Isaak Erbe sein“ (Genesis 21, 10).
Ismael bleibt also – trotz der Geburt auf Sarahs Knien – Hagars eigenes Kind. So zeigt die Geschichte die Möglichkeit der Fortpflanzung, aber auch das „Konfliktpotential“, das durch das Delegieren der Fortpflanzung entsteht.

##### Römisch-katholische Kirche
Die römisch-katholische Kirche lehnt die Leihmutterschaft entschieden ab.
Die Beurteilung durch den Katechismus der Katholischen Kirche betrifft die künstliche Befruchtung: „Techniken, die durch das Einschalten einer dritten Person (Ei- oder Samenspende, Leihmutterschaft) die Gemeinsamkeit der Elternschaft auflösen, sind äußerst verwerflich. Diese Techniken (heterologe künstliche Insemination und Befruchtung) verletzen das Recht des Kindes, von einem Vater und einer Mutter abzustammen, die es kennt und die miteinander ehelich verbunden sind. Sie verletzen ebenso das Recht beider Eheleute, daß der eine nur durch den anderen Vater oder Mutter wird (DnV 2,1).“ (KKK 2376; zweites Kapitel, Artikel 6, „III Eheliche Liebe“).
Spezifisch über die Leihmutterschaft – „Ersatzmutterschaft“ genannt – urteilt die Instruktion Donum Vitae (1987) der Kongregation für die Glaubenslehre, dass diese moralisch nicht zulässig ist: „Denn sie steht im Gegensatz zur Einheit der Ehe und zur Würde der Fortpflanzung der menschlichen Person. Die Ersatzmutterschaft stellt einen objektiven Verstoß gegenüber den Pflichten der Mutterliebe, der ehelichen Treue und der verantwortlichen Mutterschaft dar; sie beleidigt die Würde und das Recht des Kindes, von den eigenen Eltern empfangen, ausgetragen, zur Welt gebracht und erzogen zu werden; sie führt zum Schaden der Familie eine Trennung zwischen den physischen, psychischen und moralischen Elementen ein, aus denen die Familie besteht.“

##### Orthodoxe Kirche
Die russisch-orthodoxe Kirche verurteilt die Leihmutterschaft entschieden. In einem Grundlagentext aus dem Jahr 2000 bewertet sie sie als „unnatürlich und unmoralisch“ auch in der altruistischen Form. Denn sie negiere die emotionale und spirituelle Intimität zwischen Mutter und Kind, die bereits während der Schwangerschaft geschaffen werde. Außerdem werden die Gefühle der Mutter zu dem getragenen Kind nicht respektiert.

##### Evangelische Christen
Auch in protestantischer Perspektive ist die Leihmutterschaft nicht akzeptabel. Eine Aufspaltung der Mutterschaft darf nicht schon vor der Geburt geplant werden. Die Leihmutterschaft wird als „unvorstellbare Tragödie“ bezeichnet (Helmut Thielicke), die mit der Prostitution vergleichbar ist, jedoch darüber hinausgeht, da sie nicht nur den weiblichen Körper, sondern darüber hinaus das intime Verhältnis zwischen Mutter und Kind zum Verkauf stellt.

##### Islam
In 90 % der islamischen Länder ist Leihmutterschaft verboten. Entscheidend ist Sure 39: „Er erschafft euch in den Leibern eurer Mütter“. Der Islam verwirft die Leihmutterschaft außerdem, weil es für das Kind unmöglich wird, seine Herkunft zu kennen.
Der Iran erlaubt sie, schließt allerdings die kommerzielle Leihmutterschaft aus.

##### Judentum
Nach dem israelischen Oberrabinat besteht kein religiöses Verbot der Leihmutterschaft, sofern sichergestellt ist, dass die Leihmutter unverheiratet und nicht mit dem genetischen Vater verwandt ist.

##### Taoismus
Der Taoismus verwirft Fortpflanzung durch Leihmutterschaft. Die natürliche Abhängigkeit von Mutter und Kind würde durch die unnatürliche Leihmutterschaft verhindert.

## Rechtslage in Deutschland
In Deutschland ist die Leihmutterschaft verboten. Das Verbot betrifft zum einen die Übertragung fremder Eizellen und zum andern den Vertrag über Leihmutterschaften.

### Verbot der Leihmutterschaft
In Deutschland verbieten § 1 Abs. 1 Nr. 1, Nr. 2 und Nr. 7 ESchG die Eizellspende und damit die sog. gespaltene Mutterschaft, bei der genetische und austragende Mutter nicht identisch sind.
Verboten ist, auf eine Frau eine fremde unbefruchtete Eizelle zu übertragen sowie eine Eizelle zu einem anderen Zweck künstlich zu befruchten, als eine Schwangerschaft der Frau herbeizuführen, von der die Eizelle stammt (Leihmutterschaft). Strafbar ist auch, bei einer Frau, welche bereit ist, ihr Kind nach der Geburt Dritten auf Dauer zu überlassen (Ersatzmutter), eine künstliche Befruchtung durchzuführen oder auf sie einen menschlichen Embryo zu übertragen. Das Verbot betrifft jegliche ärztliche Handlung, nicht bestraft werden die Frau, von der die Eizelle stammt, die Frau, auf die die Eizelle übertragen werden soll, die Ersatzmutter sowie die Person, die das Kind auf Dauer bei sich aufnehmen will (§ 1 Abs. 3 ESchG). Die Vermittlung von Leihmüttern ist in Deutschland nach dem Adoptionsvermittlungsgesetz gesetzlich verboten.
Zivilrechtliche Verträge über eine Leih- beziehungsweise Ersatzmutterschaft zwischen den Wunscheltern und der Leih- beziehungsweise Ersatzmutter sind nach der überwiegenden Meinung in der Rechtswissenschaft nichtig. Strittig ist lediglich, ob solche Verträge bereits gegen ein gesetzliches Verbot gemäß § 134 BGB (in Verbindung mit § 1 Abs. 1 Nr. 1, Nr. 2 und Nr. 7 ESchG) verstoßen, oder ob diese gemäß § 138 sittenwidrig sind (insb. diskutiert bei einer Leihmutterschaft nach natürlicher Zeugung), da diese Verträge das Kind zu einer „Handelsware“ herabstufen würden.
Innerhalb der Europäischen Union ist die Rechtslage jedoch unterschiedlich.

### Rechtliche Behandlung ausländischer Leihmutterschaften
Rechtlich stellt sich die Frage, wer als Mutter und Vater des Kindes gilt, falls es trotz bestehender Verbote zu einer Leihmutterschaft kommt.
Die Mutterschaft regelt in Deutschland der 1997 neu eingefügte § 1591 BGB: Mutter eines Kindes ist die Frau, die es geboren hat. Rechtliche Mutter ist also die Leihmutter und nicht eine spätere „Sorgemutter“, die ggf. den Auftrag gegeben hat. Dies gilt selbst dann, wenn die „Sorgemutter“ die genetische Mutter ist. Es kann weder angefochten werden noch kann durch Vertrag die genetische Mutter wirksam zur Mutter gemacht werden. Auch wenn die „Sorgemutter“ in einer ausländischen Geburtsurkunde als „Mutter“ eingetragen ist, begründet dies nach deutschem Recht nicht ihre Mutterschaft. Die „Sorgemutter“ ist deshalb rechtlich nicht mit dem Kind verwandt.
Auch ein „Sorgevater“ kann nach deutschem Recht weder aus einem Vertrag über Leihmutterschaft noch aus einer ausländischen Geburtsurkunde, in die er als „Vater“ eingetragen wurde, wirksam seine Vaterschaft begründen. Allerdings kann er die rechtliche Abstammung des Kindes von sich herstellen. Hierzu muss er mit Zustimmung der Leihmutter formwirksam die Vaterschaft anerkennen (§ 1594 BGB). Eine solche Anerkennung kann aber nur dann wirksam vorgenommen werden, wenn nicht die Vaterschaft eines anderen Mannes besteht (§ 1594 Abs. 2 BGB). Ist die Leihmutter verheiratet, dann ist nach deutschem Recht ihr Ehemann der Vater des Kindes (§ 1592 Abs. 1 BGB), jedenfalls solange diese Vaterschaft nicht erfolgreich angefochten wurde.
Das Kind einer mit einem Mann verheirateten Leihmutter ist also nach deutschem Recht zunächst das Kind von ihr und ihrem Ehemann. Sind die Leihmutter und ihr Mann keine deutschen Staatsangehörigen, hat das Kind rechtlich keinen deutschen Elternteil. Daher hat das Kind nicht die deutsche Staatsangehörigkeit. Deutsche Passbehörden dürfen dem Kind deshalb keinen deutschen Reisepass ausstellen. Eine Ausreise des Kindes nach Deutschland, z. B. aus der Ukraine oder Indien, ist ohne entsprechende deutsche Ausweispapiere nicht möglich.
Etwas anderes kann sich nach einer Grundsatzentscheidung des Bundesgerichtshofs vom Dezember 2014 dann ergeben, wenn eine ausländische Gerichtsentscheidung vorliegt, nach der die Wunscheltern die rechtliche Elternstellung innehaben, nicht aber die Leihmutter. Als Eltern wurde in dem entschiedenen Fall von einem kalifornischen Gericht ein deutsches verpartnertes gleichgeschlechtliches Paar anerkannt. Der Bundesgerichtshof urteilte, dass dieses US-amerikanische Gerichtsurteil anerkannt wird und das deutsche Paar die volle rechtliche Elternstellung daher auch in Deutschland innehabe. Der Bundesgerichtshof hat seine Entscheidung auf den Fall eingegrenzt, dass ein Wunschvater genetischer Erzeuger ist, die Eizelle hingegen nicht von der Leihmutter stammt, und letztere auch gar nicht die Mutterstellung einnehmen möchte. Die Auslandsvertretungen prüfen jeden Einzelfall gemäß Gesetzeslage und – falls erforderlich – unter Einbeziehung höchstrichterlicher Rechtsprechung. In Leihmutterschaftsfällen ist dabei der BGH-Beschluss vom 10. Dezember 2014, XI I ZB 463/13, bei Sachverhalten von Co-Mutterschaft der Beschluss vom 20. April 2016, XII ZB 15/15, zu berücksichtigen. Die Auslandsvertretungen erhalten über Runderlasse des Auswärtigen Amtes Arbeits- und Auslegungshinweise. Diese Runderlasse werden turnusmäßig und anlassbezogen aktualisiert. Dies ist für den Runderlass zur Prüfung der Abstammung nach Veröffentlichung des BGH-Beschlusses zur Leihmutterschaft geschehen und erfolgt auch hinsichtlich des Beschlusses zur Co-Mutterschaft.
Die in § 1 Abs. 1 Nr. 7 ESchG legaldefinierte Bezeichnung Ersatzmutter (eine Frau, welche bereit ist, ihr Kind nach der Geburt Dritten auf Dauer zu überlassen) ist in der deutschen Umgangssprache nicht üblich.

### Politische Forderungen
In Deutschland forderte die FDP im Jahr 2017 in ihrem Parteiprogramm die Zulassung der nichtkommerziellen Leihmutterschaft. Ebenso wird dies unter anderem vom LSVD und LiSL gefordert. Im Jahr 2021 vereinbarte die Ampelkoalition in ihrem Koalitionsvertrag die Prüfung einer „altruistischen Leihmutterschaft“.